# Drepanosticta sembilanensis
Drepanosticta sembilanensis är en trollsländeart som beskrevs av Van Tol 2007. Drepanosticta sembilanensis ingår i släktet Drepanosticta och familjen Platystictidae. Inga underarter finns listade i Catalogue of Life.